# Districte de Ribáuè
El districte de Ribáuè és un districte de Moçambic, situat a la província de Nampula. Té una superfície de 6.281 kilòmetres quadrats. En 2007 comptava amb una població de 208.466 habitants. Limita al nord i nord-oest amb el districte de Lalaua, a l'oest amb el districte de Malema, al sud amb els districtes d'Alto Molócue i Gilé (de la província de Zambézia) i a l'est els districtes de Murrupula, Nampula i Mecubúri.

## Divisió administrativa
El districte està dividit en dos postos administrativos (Cunle, Iapala i Ribaué), compostos per les següents localitats:
- Posto Administrativo de Chinga:
  - Cunle
- Posto Administrativo de Iapala:
  - Iapala
  - Norre
- Posto Administrativo de Ribaué:
  - Vila de Ribaué
  - Chica
  - Namigonha